# Capasa jasminaria
Capasa jasminaria là một loài bướm đêm trong họ Geometridae.